# Dentalium vallicolens
Dentalium vallicolens är en blötdjursart som beskrevs av Raymond 1904. Dentalium vallicolens ingår i släktet Dentalium och familjen Dentaliidae. Inga underarter finns listade i Catalogue of Life.